# Rock Against Racism
Rock Against Racism (em português:  Rock contra o racismo) foi uma campanha formada no Reino Unido em 1976 como resposta ao aumento na tensão racial do país, com o crescimento de grupos de supremacia branca como a British National Front. A campanha envolvia artistas de música pop, rock, punk e reggae, organizando eventos musicais tendo como tema central a luta contra o racismo, como forma de desencorajar os jovens a adotar tal ideologia.

## Origens
Originalmente concebido como um único show com a mensagem de luta contra o racismo, o Rock Against Racism foi fundado em 1976 por Red Saunders e Roger Huddle. A campanha foi iniciada, em parte, como resposta a declarações de populares artistas de rock que foram consideradas racistas. De acordo com Huddle, "permaneceu apenas uma ideia até agosto de 1976", quando Eric Clapton, bêbado, deu uma declaração durante um show em Birmingham, dando apoio ao ex-ministro Conservador Enoch Powell, conhecido por seu discurso anti-imigração. Clapton disse aos fãs que a Inglaterra tinha ficado "super lotada" e que eles deveriam votar em Powell para que a Grã-Bretanha não se tornasse uma "colônia negra". Clapton disse ao público que a Grã-Bretanha deveria "se livrar dos estrangeiros, dos pretos e dos crioulos" e em seguida começou a gritar repetidamente o slogan da British National Front: "Mantenha a Grã-Bretanha Branca".
Huddle, Saunders e dois membros do Kartoon Klowns responderam às declarações de Clapton em uma carta publicada na prestigiosa revista de música NME. Nela, apontaram o cinismo de Clapton: "estamos mais do que enojados porque ele teve seu primeiro sucesso com um cover de "I Shot the Sheriff" da estrela do reggae Bob Marley". Em seguida, a carta convocava os leitores a ajudarem-nos a formar um movimento chamado Rock Against Racism. De acordo com eles, receberam milhares de cartas de apoio.
Em 2018, Clapton, durante uma sessão de perguntas e respostas para promoção de seu documentário biográfico "Eric Clapton: Life In 12 Bars", afirmou que, após mais de 40 anos desde o ocorrido, ainda sente vergonha por seus comentários. "Sabotei tudo com o que me envolvi. Estava tão envergonhado de quem eu era, um tipo de 'semi-racista', o que não fazia sentido. Metade dos meus amigos eram negros, namorei uma mulher negra e defendi a música negra", afirmou Eric. Bowie também pediu desculpas por seus comentários mais tarde, dizendo que eles foram culpa da combinação de uma obsessão pelo ocultismo, pela Sociedade Thule e por Nietzsche, além do uso excessivo de drogas. Ele declarou: "já fiz minhas duas ou três volúveis observações teatrais sobre a sociedade inglesa e a única coisa que eu posso agora contar com é a afirmação de que não sou um fascista".
O slogan do movimento era: "Música rebelde, música de rua. Música que põe abaixo o medo das pessoas umas das outras. Música em crise. Música atual. Música que sabe quem é o verdadeiro inimigo. Rock contra o racismo. Ame a música, odeie o racismo". A primeira atividade da campanha, foi um concerto apresentando Carol Grimes como artista principal. O movimento também editou o fanzine Temporary Hoarding como parte da campanha.
A equipe do Rock Against Racism original lançou um website da campanha em 27 de abril de 2008.

## Evento
Na primavera e no outono de 1978, o movimento organizou dois grandes eventos musicais em conjunto com a Anti-Nazi League para se opor à crescente onda de ataques racistas na Grã-Bretanha. Em 30 de abril de 1978, mais de 80.000 pessoas marcharam de Trafalgar Square até o Vikki Park no East End de Londres, um conhecido ponto de encontro da British National Front, para um concerto ao ar livre apresentando The Clash, Buzzcocks, Steel Pulse, X-Ray Spex, The Ruts, Sham 69, Generation X, Tom Robinson Band e Patrik Fitzgerald. O show do The Clash está registrado no documentário de 1980 Rude Boy, de Jack Hazan e David Mingay. No mesmo ano, com um público de 25.000 pessoas, houve um segundo concerto chamado de Northern Carnival em Manchester, que contou com Buzzcocks, Graham Parker and the Rumour e Misty in Roots. Em 1979, um show foi realizado no Acklam Hall de London com Crisis, The Vapors e Beggar.

## Volta do evento
Em 2002, devido ao auge eleitoral do British National Party e da British National Front, o movimento foi recriado com o nome de Love Music, Hate Racism (em português:  Ame a música, odeie o racismo), parte da frase de seu slogan. Em 2008, em comemoração aos 30 anos do festival, foi organizado o festival Love Music Hate Racism Carnival, com um show no The Astoria em Londres apresentando Mick Jones, Buzzcoks e The Libertines. Outros artistas atuais envolvidos na campanha são Ms. Dynamite e The Eighties Matchbox B-Line Disaster.
O festival também foi organizado na cidade de Perth, Austrália.